# Црвени картон са Светиславом Басаром
Црвени картон са Светиславом Басаром је српска телевизијска емисија аутора и водитеља Светислава Басаре која се приказује на Курир ТВ.
Емитује се сваке суботе с почетком у 20 часова, а потом се отпремљује на званични јутјуб канал Курира. Емисија се углавном бави политичким темама у форми интервјуа или ток-шоуа. С обизром на то да аутор и водитељ није новинар по вокацији, већ књижевник, његово учешће је доминантније него у осталим класичним политичким интервјуима па се некад сматра да је ово врста телевизијског подкаста.
Прва емисија је емитована 26. фебруара 2022. године, а први гост је био политичар Вук Драшковић.
Двоструки добитник Нинове награде Светислав Басара је био дугогодишњи колумниста Данаса. Почетком 2021. године је прешао у дневни лист Курир у којем исто објављује дневне колумне.